# Boran-sur-Oise
Boran-sur-Oise är en kommun i departementet Oise i regionen Hauts-de-France i norra Frankrike. Kommunen ligger i kantonen Neuilly-en-Thelle som tillhör arrondissementet Senlis. År 2022 hade Boran-sur-Oise 2 135 invånare.

## Befolkningsutveckling
Antalet invånare i kommunen Boran-sur-Oise
| Referens: INSEE |